# Salehabad (Hamadan)
Sālehābād (in persiano صالح‌آباد‎) è una città dello shahrestān di Bahar, circoscrizione di Salehabad, nella provincia di Hamadan.  Si trova a nord-ovest della città di Hamadan. Aveva, nel 2006, una popolazione di 7.708 abitanti. 